# Берлинген (Ајфел)
Берлинген (њем. Berlingen) општина је у њемачкој савезној држави Рајна-Палатинат. Једно је од 109 општинских средишта округа Вулканајфел. Према процјени из 2010. у општини је живјело 192 становника. Посједује регионалну шифру (AGS) 7233004.

## Географски и демографски подаци
Берлинген се налази у савезној држави Рајна-Палатинат у округу Вулканајфел. Општина се налази на надморској висини од 470 метара. Површина општине износи 3,6 km². У самом мјесту је, према процјени из 2010. године, живјело 192 становника. Просјечна густина становништва износи 53 становника/km².